# Агеєв Євген Іванович
Агеєв Євген Іванович (1906 – 1976) – радянський актор театру та кіно, лауреат Сталінської премії третього ступеня (1952).

## Біографічні відомості
Народився в місті Кузнецьк (зараз Пензенської області Російської Федерації) у родині службовця. З 14 років захоплювався театром. Після закінчення школи вступив до Саратовського театрального технікуму.
1928 року — початок театральної діяльності. На той час у театрах не формувалися постійні акторські групи, тому Євген одночасно працював у театрах Саратова, Астрахані, Архангельська, Орєхово-Зуєво, Москви, Дніпропетровська, Одеси, Харкова.
Під час Другої світової війни Одеський обласний академічний російський драматичний театр був евакуйований у Саратов. Євгеній крім акторської діяльності займався ще й концертною: з бригадою артистів виступав на Карельському фронті.
1943 року переведений у Челябінськ. Одна з перших ролей Агеєва в Челябінську — роль Васіна у спектаклі «Російські люди» за п'єсою К. Симонова. Про війну актор знав не з чуток, бачив її, зустрічався з бійцями та командирами, тому й герой його так життєве правдивий.
1943-1957, 1963-1976 рр. — ведучий артист Челябінського державного академічного театру драми імені Наума Орлова.
1957-1963 — артист Омського академічного театру драми.

## Театральні роботи
- Король Лір у п’єсі В. Шекспір
- Матрос Швандя - «Любов Ярова» К. Треньова (режисер - Н. Медведєв)
- Рєдозубов - «Варвари» М. Горького
- Бальзамінов - «Одруження Бальзамінова»  О. Островського та М. Соловйова
- Озоль - «Постріл»  О. Безименського
- Микола Чибісов - «Людина з рушницею» М. Погодіна
- Олексій - «Оптимістична трагедія» В. Вишневського
- Патріарх - «Альона Арзамаська» К. Скворцова
- Беркутів - «Вовки та вівці» О. Островського
- Бенедикт - «Багато галасу з нічого» В. Шекспіра
- Імператор - «Йосиф Швейк проти Франца Йосифа»  Я. Гашек
- Воропаєв – «Щастя»  П. Павленка
- Ушаков – «Прапор адмірала» О. Штейна

### Ролі в кінофільмах
«Тривога» (1926), «Кондуїт» (1936), «Донька моряка» (1937), «Боротьба продовжується» (1938), «Винищувачі» (1939), «Морський яструб» (1941).

## Суспільна робота
Протягом багатьох років голова Челябінського відділення і член Центральної ради добровільної громадської творчої організації театральних діячів Росії (ВТТ).
Неодноразово обирався депутатом районної й міської рад Челябінська.

## Нагородження
Заслужений артист РРФСР (1952). Народний артист РРФСР (1969).
Сталінська премія третього ступеня (1952) - за виконання ролі матроса Шванди у спектаклі «Любов Ярова » К. Треньова.

### Вшанування
Ім'я Агеєва Євгенія Івановича занесено в Книгу пошани Челябінська.